# Lorraine Burroughs
Pour les articles homonymes, voir Burroughs.
Lorraine Burroughs, née en 1981 à Birmingham, est une actrice anglaise spécialisée dans les séries télévisées.

## Filmographie
- 2003 Doctors (série télévisée) : Macy Holyoake
- 2004 Down to Earth (série télévisée) : Kelly
- 2004 Hex : La Malédiction (série télévisée) : Sinead
- 2005 Red Rose : Monique
- 2005 All About George (série télévisée) : Jess
- 2006 Wide Sargasso Sea (en) (téléfilm) : Amelie
- 2004-2007 Casualty (série télévisée) : Tracey Cowley / Wendy Collins
- 2008 Othello : Emilia
- 2008 Doctor Who (série télévisée) : Thalina
- 2008 Code 9 (série télévisée) : Sarah Yates
- 2010 Identity (mini-série) : Sophie Curtis
- 2010 Excluded (téléfilm) : Belinda
- 2010 Flics toujours (New Tricks) (série télévisée) : Gail Shaw
- 2011 The Shadow Line (mini-série) : WPC Drewe
- 2011 Londres, police judiciaire (série télévisée) : Marci Wade
- 2011 The Glass Man : Janie
- 2010-2012 Lip Service (série télévisée) : Fin
- 2012 Fast Girls : Trix Warren
- 2010-2012 DCI Banks (série télévisée) : Winsome Jackman
- 2013 : Ice Cream Girls (mini-série) : Serena
- 2013 : Top Boy (série télévisée) : Rhianna Parkes
- 2015 : Affaires non classées (Silent Witness) (série télévisée) : Gina Conroy
- 2016 : The Five (série télévisée) : Jennifer Kenwood
- 2016 : Last Tango in Halifax (série télévisée) : Olga
- 2017 : Fortitude (série télévisée) : Spindoe
- 2017 : Trendy : Olivia Latham
- 2018 : Hard Sun (série télévisée) : Simone Hicks
- 2021 : Red Election (série télévisée) : Etta Cornwell